# Dolichopus intonsus
Dolichopus intonsus är en tvåvingeart som beskrevs av Smirnov 1948. Dolichopus intonsus ingår i släktet Dolichopus och familjen styltflugor. Inga underarter finns listade i Catalogue of Life.